# Ostravská dopravní společnost - Cargo
Ostravská dopravní společnost - Cargo, a.s., zkráceně ODOS Cargo (VKM: ODC), je český nákladní železniční dopravce se sídlem v Ostravě. Společnost vznikla vyčleněním z firmy Ostravská dopravní společnost. Jejím vlastníkem jsou NH-TRANS (80 %) a ČD Cargo (20 %).

## Historie
Společnosti vznikla 1. ledna 2017 rozdělením firmy Ostravská dopravní společnost (ODOS). Zatímco v původní firmě zůstaly spediční aktivity, do nově vzniklé společnosti byly vloženy aktivity spojené s provozováním nákladní železniční dopravy. Dne 28. února 2025 došlo ve stanici Hustopeče nad Bečvou po částečném vykolejení vlaku společnosti převážejícího benzen k požáru.

## Lokomotivy

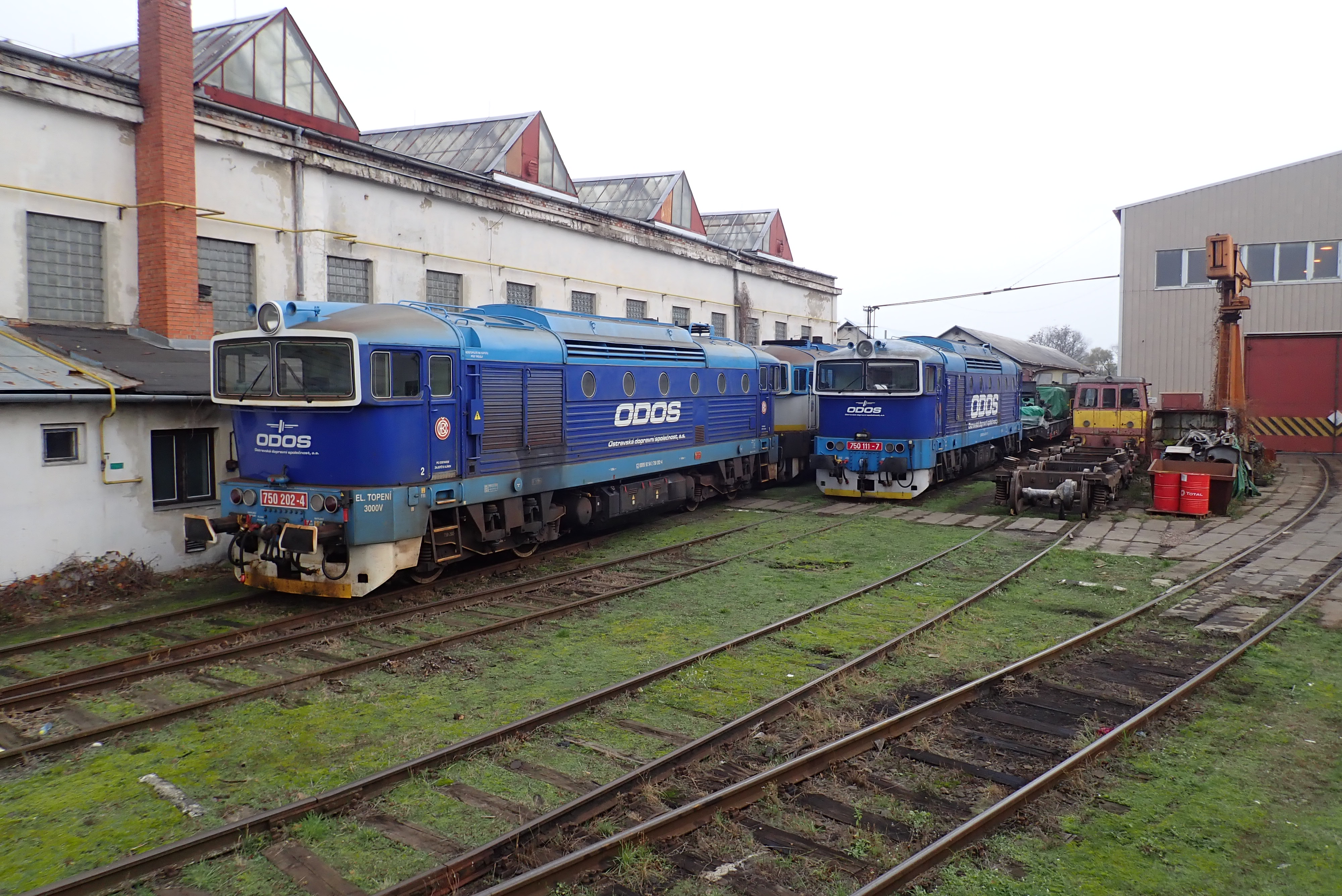
Lokomotivy řady 750 ODOS Cargo

Do společnosti byly mj. vloženy lokomotivy. Šlo o motorové lokomotivy řad 701 (1 ks), 730 (1 ks), 742 (12 ks), 750 (4 ks) a 771 (1 ks), dále pak elektrické lokomotivy řad 140 (2 ks), 181 (2 ks) a 182 (5 ks). Jedna z těchto lokomotiv - 181.064 - sloužila od května 2017 jako postrkový stroj pro dopravce, kteří potřebovali se svými vlaky překonat Třebovické sedlo.
V roce 2022 provedla společnosti CZ LOKO přestavbu čtyř lokomotiv řady 742 ODOS Cargo na typ EffiShunter 1000M. Tyto lokomotivy vybavené mj. zabezpečovačem ETCS obdržely čísla 742.764 až 742.767. Po této investici zůstalo společnosti 8 původních strojů řady 742 a čtyři modernizované lokomotivy řady 742.7. Jeden z modernizovaných strojů je od roku 2023 pravidelně nasazen na posunu v intermodálním terminálu Mošnov.
V roce 2017 měla společnost v pronájmu lokomotivu 363.147 od slovenského dopravce Železničná spoločnosť Slovensko. Byla využívána na rameni mezi hraničními přechody s Polskem (Bohumín, Petrovice u Karviné) a Slovenskem (Kúty).